# Софія Кімантайте-Чюрльонене
Софія Кімантайте-Чюрльонене (лит. Sofija Kymantaitė-Čiurlionienė; 13 березня 1886, Йонішкіс — 1 грудня 1958, Каунас) — литовська письменниця і поетеса, громадський діяч, літературний критик, драматург.

## Життєпис
Народилась у шляхетній родині в місті Йонішкіс у часи Російської імперії. 1904 закінчила гімназію в Ризі. У 1904—1907 вивчала медицину в Яґеллонському університеті у Австрії, а пізніше філософію та літературу.

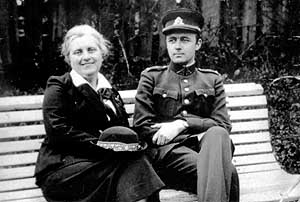
Софія Чюрльонене і зять Владис Зубовас, 1938

1909 одружилася з Мікалоюсом Чюрльонісом, шлюб укладено в Шатейках. Після смерті чоловіка переїхала до Каунаса разом з дочкою Данутою, де вивчала литовську мову на професійних курсах.
Після початку Першої світової війни виїхала до внутрішньої Росії, до міста Воронеж, де працювала вчителем у місцевій литовській гімназії.

### У самостійній Литві
На початку 1920-х повернулася до незалежної Литви. 1925—1938 викладала литовську мову і методику її викладання на відділі гуманітарних наук Університету Вітольда Великого у Каунасі. У 1933—1934 — редагувала газету «Gimtoji kalba». Займалась міжнародною діяльністю: у 1929—1937 входила до складу литовської делегації при Лізі Націй, займалась громадськими проектами.

### Радянська окупація Литви
Після окупації Литви військами СРСР у 1940 році залишилася в Каунасі. 
Похована на Петрашунському цвинтарі в Каунасі.